# 大阪府道226号父鬼和気線
大阪府道226号父鬼和気線（おおさかふどう226ごう ちちおにわけせん）は、大阪府和泉市を通る一般府道である。

## 概要
和泉市父鬼町から和泉市和気町1丁目に至る。大半の区間は松尾川に沿っている。

### 路線データ
- 起点：大阪府和泉市父鬼町（国道480号交点）
- 終点：大阪府和泉市和気町1丁目（和気交差点、大阪府道30号大阪和泉泉南線旧道交点、大阪府道227号和気岸和田線起点）

## 路線状況

### 重複区間
- 大阪府道223号三林岡山線（和泉市内田町2丁目・内田町交差点 - 和泉市箕形町（みがたちょう）6丁目・箕形町交差点）

### 道路施設

#### 橋梁
- 鍋谷橋（父鬼川、和泉市）
- 真田橋（父鬼川、和泉市）
- 笹之橋（松尾川、和泉市）
- 土上橋（松尾川、和泉市）
- 谷口川（松尾川、和泉市）
- 久保之川橋（松尾川、和泉市）
- 前代橋（和泉市）
- 出合橋（東松尾川、和泉市）
- 野々添橋（松尾川、和泉市）

## 地理

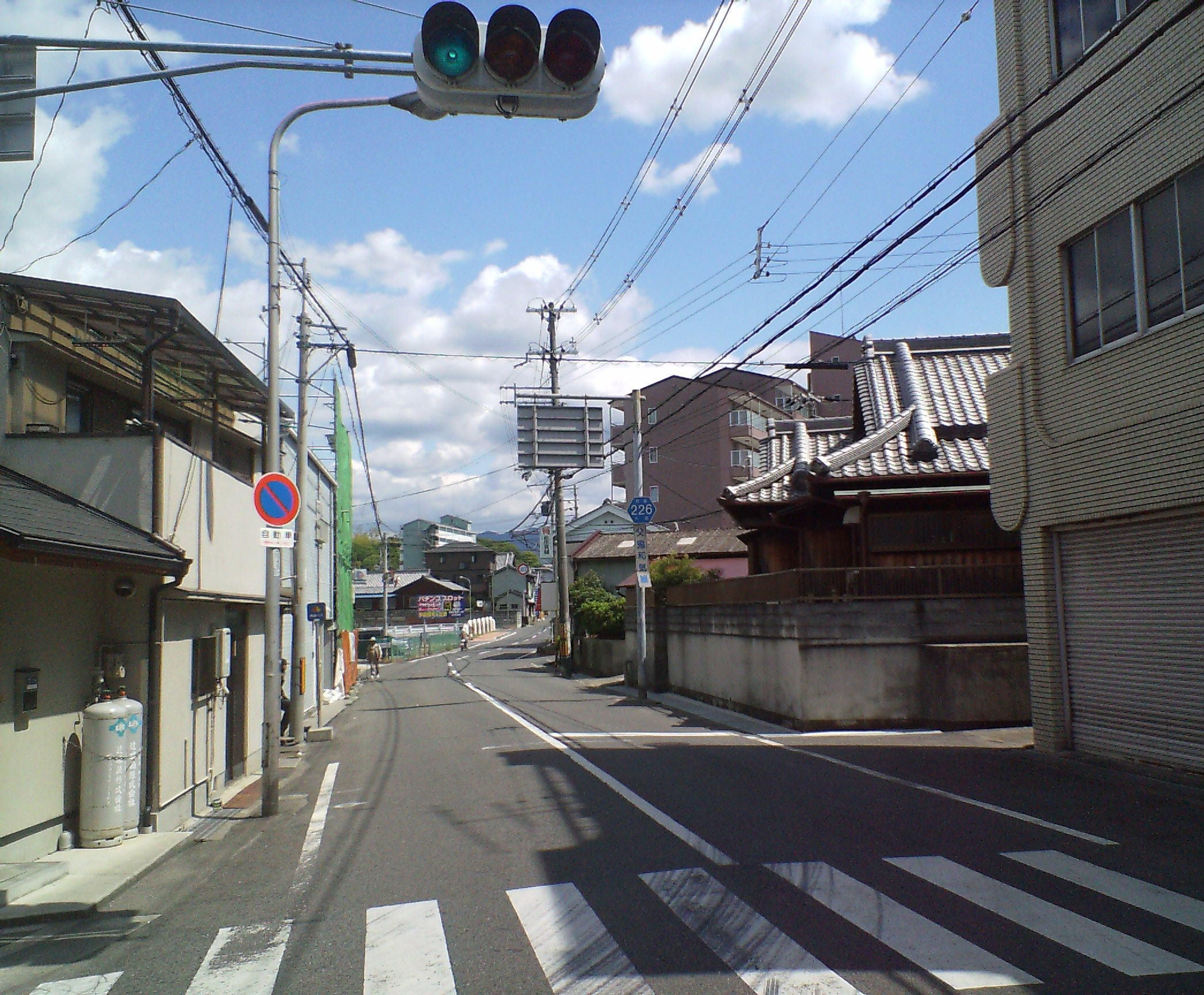
大阪府道226号父鬼和気線
（内田町交差点付近）

### 通過する自治体
- 大阪府
  - 和泉市

### 交差する道路
| 交差する道路                                                | 交差する場所                | 交差する場所            |
| ----------------------------------------------------------- | --------------------------- | ----------------------- |
| 国道480号                                                   | 父鬼町                      | 起点                    |
| 国道170号 / 旧道 大阪府道20号枚方富田林泉佐野線 重複        | 春木川町                    | 春木川出口交差点        |
| 国道170号 / バイパス                                        | 久井町                      | 久井町南交差点          |
| 大阪府道230号春木岸和田線                                   | 春木町                      | 春木町交差点            |
| 大阪府道230号春木岸和田線 / バイパス 和泉市道光明池春木線   | 春木町                      | 春木北交差点            |
| 大阪府道223号三林岡山線 重複区間起点                        | 内田町2丁目                 | 内田町交差点            |
| 大阪府道223号三林岡山線 / 新道                              | あゆみ野1丁目               | 北松尾小学校南1号交差点 |
| 大阪府道223号三林岡山線 / 新道                              | あゆみ野1丁目               | 北松尾小学校南交点      |
| 大阪府道223号三林岡山線 重複区間終点                        | 箕形町（みがたちょう）6丁目 | 箕形町交差点            |
| 大阪府道30号大阪和泉泉南線 / バイパス                       | 和気町1丁目                 | 和気小学校西交差点      |
| 大阪府道30号大阪和泉泉南線 / 旧道 大阪府道227号和気岸和田線 | 和気町1丁目                 | 和気交差点 / 終点       |

### 沿線
- 和泉警察署 南横山駐在所
- 和泉父鬼郵便局
- 和泉丘病院
- 和泉久井郵便局
- 和泉市立南松尾小学校
- テクノステージ
- 新生会病院
- 和泉市久保惣記念美術館
- 桃山学院大学
- 和泉内田郵便局
- 和泉市立北松尾小学校
- 和泉箕形郵便局
- 和泉市立郷荘中学校
- 和泉市民球場
- 和泉市立和気小学校
- 和気東郵便局